# Nusshof
Nusshof ist eine politische Gemeinde im Bezirk Sissach des Kantons Basel-Landschaft in der Schweiz.

## Geographie
Nusshof ist ein kleines ehemaliges Bauerndorf und nach Kilchberg und Liedertswil die drittkleinste Gemeinde des Kantons. Zu den Nachbargemeinden zählen (von Norden im Uhrzeigersinn) Magden, Wintersingen, Sissach, Hersberg und Olsberg (Exklave).

## Wappen
Das Wappen von Nusshof stammt aus dem Jahr 1945. Es zeigt einen zweiblättrigen grünen Haselzweig mit drei roten Haselnüssen auf weissem Grund. Die Gemeinde hatte sich für die Haselnuss entschieden, weil sie zum Ortsnamen passt und heraldisch gut darzustellen ist.

## Geschichte
1372 gehörte das Land dem Kloster Olsberg. Im späten Mittelalter entstand ein Weiler, der 1461 unter die Herrschaft der Stadt Basel fiel. Es wird vermutet, dass ein auffälliger Baum der Siedlung ihren Namen gegeben hat. Die erste urkundliche Erwähnung stammt aus dem Jahre 1504 als der hof by dem Nussbom.
Nach der Reformation wurde Nusshof der Pfarrei Wintersingen zugeteilt. Die Rechte des Klosters Olsberg wurden 1505 und 1664 abgegolten.

## Schule
Bis 2010 hatte Nusshof noch eine dorfeigene Primarschule mit Mehrklassenunterricht. Danach wurde die Schule mit derjenigen von Wintersingen zusammengelegt, wo nun auch der Unterricht stattfindet.